# Joshua Pynadath
Joshua Pynadath (Mountain View, 20 februari 2002) is een Amerikaans voetballer van Indiase afkomst die als aanvaller speelt voor FC Dordrecht.

## Carrière
Joshua Pynadath speelde in de Verenigde Staten voor Red Star SC en De Anza Force SC, waarna hij in 2013 naar Real Madrid vertrok. Sinds 2015 speelt hij in de jeugdopleiding van AFC Ajax. Hij debuteerde in het betaald voetbal voor Jong Ajax op 16 september 2019, in de met 2-0 gewonnen thuiswedstrijd in de Eerste divisie tegen Jong PSV. Pynadath kwam in de 18e minuut in het veld voor Danilo Pereira.
In april 2020 kondigde Pynadath aan te zullen vertrekken bij Ajax. Op 30 juni 2022 tekende hij een tweejarig contract bij AZ, hij zou in eerste instantie vooral minuten gaan maken bij Jong AZ, in zijn Keuken Kampioen Divisie-debuut gaf hij direct een assist in de met 3-1 gewonnen wedstrijd tegen FC Dordrecht. Hij kwam tot 5 wedstrijden voor Jong AZ, dat hem medio 2024 verkocht aan FC Dordrecht.

Op 17 augustus 2024 maakte Pynadath zijn debuut voor FC Dordrecht, tegen ADO Den Haag (1-1). Hij werd in de rust ingebracht voor Mauresmo Hinoke.
1 Berger ·
2 Codutti ·
2 Van de Giessen ·
3 Valk ·
4 Drakpe ·
5 Hilton ·
6 Van Vianen ·
7 Kotzebue ·
8 Parlanti ·
9 Haen ·
10 Schuurman  ·
11 Pynadath ·
12 Tabiri ·
13 Baltussen ·
14 Olde Keizer ·
15 M'Bemba ·
16 Seydoux ·
17 Akmum ·
18 Scholte ·
19 Sanne ·
20 Van der Sluijs ·
21 Sunderland ·
22 Amuzu ·
22 Verdonk ·
23 Afaker ·
24 Igor ·
25 Vugts ·
25 Monkou ·
25 Huitzing ·
26 Van Ramshorst ·
26 Van Gogh ·
27 Ezeb ·
28 Slory ·
29 Kriwak ·
31 Razumejevs ·
63 Biai ·
Coach: Boel
· Assistent-coach: Adjei
· Assistent-coach: Vierklau
· Keeperstrainer: Hoegee